# Jusuf Kalla
Jusuf Kalla (Watampone, 15 de mayo de 1942) es un político y estadista indonesio. Fue vicepresidente de la República de Indonesia de 2004 a 2009 y lo fue nuevamente desde 2014 a 2019. También fue presidente de Golkar de 2004 a 2009.

## Trayectoria
Jusuf Kalla nació en una familia de comerciantes Bugis y hombres de negocios del sur de la isla de Célebes. En junio de 2006, Jusuf provocó una serie de protestas, sugiriendo que se promoviera a Indonesia en el Medio Oriente al destacar la disponibilidad de mujeres divorciadas listas para una boda que durará para un turista árabe.
Jusuf fue uno de los candidatos para las elecciones presidenciales del 9 de julio de 2009, con como compañero de fórmula para el puesto de vicepresidente, el general Wiranto. Terminó en tercera posición. Fue reelegido vicepresidente de Indonesia el 9 de julio de 2014 como compañero de fórmula de Joko Widodo. Tomó posesión del cargo el siguiente 20 de octubre. En 2017, inauguró la exposición Sail Sabang.